# Serra da Cangalha

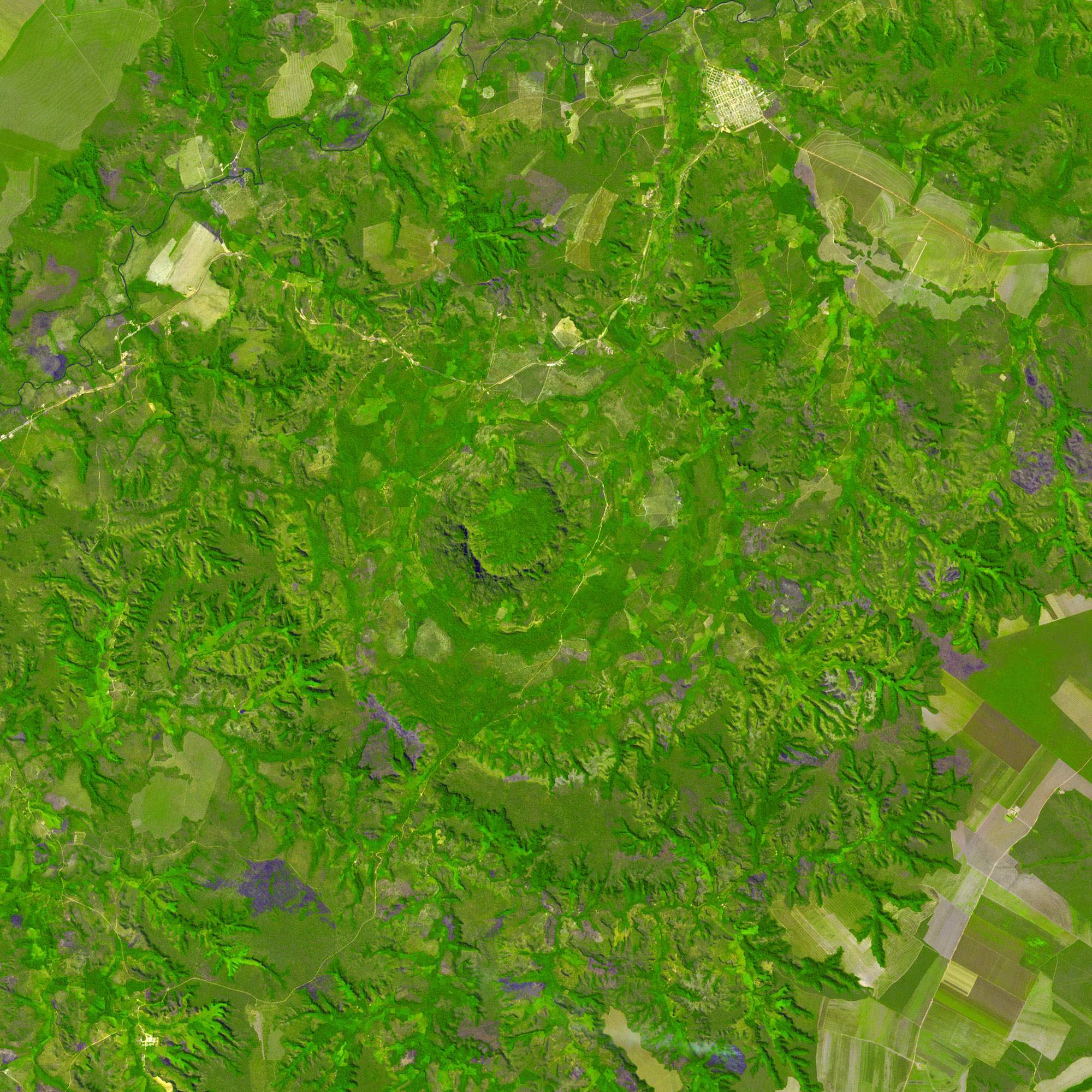
Serra da Cangalha cratera no nordeste do Brasil

Serra da Cangalha é uma cratera de impacto situada no município de Campos Lindos, norte do estado do Tocantins, perto da fronteira com o estado do Maranhão, no nordeste do Brasil.
A cratera tem entre 12 e 13 km de diâmetro, tornando-se a segunda maior cratera conhecida no Brasil. Sua idade é estimada em cerca de 220 milhões de anos (período Triássico).

## Descrição
O perímetro exterior é uma circular interna escarpa cerca de 12 km de diâmetro na maior parte não perturbadas Cretáceo superior e sedimentos do Siluriano da bacia do Parnaíba, violado no oeste, norte e sul por vales de drenagem. No perímetro existe uma série de vales circulares concêntricas e uma bacia central, todas mais ou menos na mesma altura, separadas por paredes de anel. Missão Topográfica Radar Shuttle imagens mostra um leve anel de cerca de 11 km de diâmetro, um segundo anel de colinas cerca de 5-6 km de diâmetro, e um anel interno de colinas íngremes, cerca de 3 km de diâmetro e até 420 m de altura, aberta ao noroeste, em torno de uma bacia central cerca de 2,2 km de diâmetro.
A origem impacto é atestada pela presença de brechas de impacto, quartzito shatter cones e quartzo de impacto. O meteorito se acredita ter atingido a superfície em um ângulo baixo oblíqua, de 25 a 30 graus em terra seca. Falhas radiais estão presentes no interior da cratera, e alguns se estender até 16 km do centro. Disturbed e sedimentos muito inclinado a partir do Carbonífero e períodos Devoniano ocorrer dentro da cratera. Uma pesquisa magnética da estrutura indica que a deformação na cratera se estende a uma profundidade de cerca de 2 km.

## História e estudos
A identificação da estrutura como uma cratera de impacto foi publicado pela primeira vez em 1973 por R.S. Dietz e B.M. Francês. Shatter cones foram relatados por Beatty em 1980. Brechas de impacto, derretimento de impacto, e quartzo de impacto foram relatados por McHone em sua tese de 1986. Uma pesquisa magnética da estrutura foi publicado pela A.A. Adepelumi e outros em 2005.